# Società Calcistica Cerretese 1980-1981
Questa voce raccoglie le informazioni riguardanti la Società Calcistica Cerretese nelle competizioni ufficiali della stagione 1980-1981.

## Rosa
| N. |                   | Ruolo | Calciatore           |
| -- | ----------------- | ----- | -------------------- |
|    | Italia (bandiera) | D     | Danilo Alessandretti |
|    | Italia (bandiera) |       | Amicuzzi             |
|    | Italia (bandiera) | D     | Giovanni Augusti     |
|    | Italia (bandiera) | C     | Giorgio Biasiolo     |
|    | Italia (bandiera) | D     | Angelo Bonni         |
|    | Italia (bandiera) | D     | Fabio Capone         |
|    | Italia (bandiera) | D     | Alessandro Chiodini  |
|    | Italia (bandiera) |       | Cini                 |
|    | Italia (bandiera) | C     | Dino Cosentino       |
|    | Italia (bandiera) | A     | Marco D'Ambra        |
|    | Italia (bandiera) | C     | Giorgio Enzo         |
|    | Italia (bandiera) | D     | Daniele Fiorelli     |
|    | Italia (bandiera) | A     | Fabio Fratena        |

| N. |                   | Ruolo | Calciatore         |
| -- | ----------------- | ----- | ------------------ |
|    | Italia (bandiera) | A     | Giorgio Giorli     |
|    | Italia (bandiera) | C     | Maurizio Innocenti |
|    | Italia (bandiera) | A     | Primo Luccini      |
|    | Italia (bandiera) | A     | Lorenzo Mazzeo     |
|    | Italia (bandiera) | P     | Roberto Mazzuzi    |
|    | Italia (bandiera) | C     | Raffaele Mengoni   |
|    | Italia (bandiera) | A     | Simone Mucciarelli |
|    | Italia (bandiera) |       | Papera             |
|    | Italia (bandiera) | D     | Vittorio Pompa     |
|    | Italia (bandiera) | C     | Stefano Pontis     |
|    | Italia (bandiera) | C     | Sergio Racchetta   |
|    | Italia (bandiera) | P     | Guido Sani         |
|    | Italia (bandiera) | C     | Mauro Valentino    |